# Luxair 9642
Luxair 9642 var en flygning mellan Berlin och Luxemburg den 6 november 2002. Flygplanet, en  Fokker 50, havererade omkring 3.7 kilometer från flygplatsen i Findel i Luxemburg när piloterna försökte landa i dimma. 20 av de 22 ombordvarande omkom vilket gör det till den svåraste flygolyckan i Luxemburgs historia.
Enligt utredningen berodde olyckan på besättningens tillkortakommanden under svåra väderförhållanden. En bidragande orsak ansågs vara Fokker 50s design.